# Prikubanski (Adiguesia)
Prikubanski (en ruso: Прикубанский) es un pueblo (posiólok) del raión de Tajtamukái en la república de Adiguesia de Rusia. Está situado 5 km al norte de Tajtamukái y  93 km al noroeste de Maikop, la capital de la república. Tenía 1 051 habitantes en 2010.
Pertenece al municipio de Tajtamukái.